# رافاييل كاردوسو
رافاييل كاردوسو (بالبرتغالية: Rafael Cardoso‏) هو ممثل برازيلي، ولد في 17 نوفمبر 1985 في البرازيل.

## وصلات خارجية
- رافاييل كاردوسو على موقع IMDb (الإنجليزية)
- رافاييل كاردوسو على موقع ألو سيني (الفرنسية)
- رافاييل كاردوسو على موقع قاعدة بيانات الفيلم (الإنجليزية)
- رافاييل كاردوسو على موقع كينوبويسك (الروسية)